# Medaile Catheriny Bruceové
Medaile Catheriny Bruceové (anglicky zkráceně Bruce Medal) je ocenění každoročně udělované Pacifickou astronomickou společností za významné úspěchy v astronomii. Je pojmenována po americké mecenášce Catherině Wolfe Bruceové.

## Nositelé
- 1898 Simon Newcomb
- 1899 Arthur Auwers
- 1900 David Gill
- 1902 Giovanni Schiaparelli
- 1904 William Huggins
- 1906 Hermann Carl Vogel
- 1908 Edward Charles Pickering
- 1909 George William Hill
- 1911 Henri Poincaré
- 1913 Jacobus C. Kapteyn
- 1914 Johan Oskar Backlund
- 1915 William Wallace Campbell
- 1916 George Ellery Hale
- 1917 Edward Barnard
- 1920 Ernest William Brown
- 1921 Henri-Alexandre Deslandres
- 1922 Frank Dyson
- 1923 Benjamin Baillaud
- 1924 Arthur Stanley Eddington
- 1925 Henry Norris Russell
- 1926 Robert Grant Aitken
- 1927 Herbert H. Turner
- 1928 Walter Sydney Adams
- 1929 Frank Schlesinger
- 1930 Max Wolf
- 1931 Willem de Sitter
- 1932 John Stanley Plaskett
- 1933 Carl Charlier
- 1934 Alfred Fowler
- 1935 Vesto Slipher
- 1936 Armin Otto Leuschner
- 1937 Ejnar Hertzsprung
- 1938 Edwin Hubble
- 1939 Harlow Shapley
- 1940 Frederick Hanley Seares
- 1941 Joel Stebbins
- 1942 Jan Oort
- 1945 Edward Arthur Milne
- 1946 Paul Willard Merrill
- 1947 Bernard Lyot
- 1948 Otto von Struve
- 1949 Harold Spencer Jones
- 1950 Alfred Harrison Joy
- 1951 Marcel Minnaert
- 1952 Subrahmanyan Chandrasekhar
- 1953 Harold D. Babcock
- 1954 Bertil Lindblad
- 1955 Walter Baade
- 1956 Albrecht Unsöld
- 1957 Ira Sprague Bowen
- 1958 William Wilson Morgan
- 1959 Bengt Strömgren
- 1960 Viktor Amazaspovič Ambarcumjan
- 1961 Rudolph Minkowski
- 1962 Grote Reber
- 1963 Seth Barnes Nicholson
- 1964 Otto Heckmann
- 1965 Martin Schwarzschild
- 1966 Dirk Brouwer
- 1967 Ludwig Biermann
- 1968 Willem Jacob Luyten
- 1969 Horace Welcome Babcock
- 1970 Fred Hoyle
- 1971 Jesse Leonard Greenstein
- 1972 Josef Samuilowitsch Schklowski
- 1973 Lyman Spitzer
- 1974 Martin Ryle
- 1975 Allan Rex Sandage
- 1976 Ernst Öpik
- 1977 Bart J. Bok
- 1978 Hendrik Christoffel van de Hulst
- 1979 William Alfred Fowler
- 1980 George Howard Herbig
- 1981 Riccardo Giacconi
- 1982 Margaret Burbidge
- 1983 Jakov Borisovič Zeldovič
- 1984 Olin C. Wilson
- 1985 Thomas George Cowling
- 1986 Fred Whipple
- 1987 Edwin Salpeter
- 1988 John Gatenby Bolton
- 1989 Adriaan Blaauw
- 1990 Charlotte Moore Sitterly
- 1991 Donald Osterbrock
- 1992 Maarten Schmidt
- 1993 Martin Rees
- 1994 Wallace Sargent
- 1995 James Peebles
- 1996 Albert Whitford
- 1997 Eugene N. Parker
- 1998 Donald Lynden-Bell
- 1999 Geoffrey Burbidge
- 2000 Rashid Sunyaev
- 2001 Hans Bethe
- 2002 Bohdan Paczyński
- 2003 Vera Rubin
- 2004 Hayashi Chūshirō
- 2005 Robert Paul Kraft
- 2006 Frank James Low
- 2007 Martin Otto Harwit
- 2008 Sidney van den Bergh
- 2009 Frank Shu
- 2010 Gerald Neugebauer
- 2011 Jeremiah P. Ostriker
- 2012 Sandra M. Faber
- 2013 James E. Gunn
- 2014 Kenneth I. Kellermann
- 2015 Douglas N. C. Lin
- 2016 Andrew C. Fabian
- 2017 Nicholas Z. Scoville
- 2018 Tim Heckman
- 2019 Martha P. Haynes
- 2020 nebyla udělena
- 2021 Bruce G. Elmegreen